# Онутська сільська рада
Ону́тська сільська́ ра́да — адміністративно-територіальна одиниця та орган місцевого самоврядування в Заставнівському районі Чернівецької області. Адміністративний центр — село Онут.

## Загальні відомості
- Населення ради: 624 особи (станом на 2001 рік)

## Населені пункти
Сільській раді підпорядковані населені пункти:
- с. Онут

## Склад ради
Рада складається з 14 депутатів та голови.
- Голова ради: Божик Дмитро Петрович
- Секретар ради: Вієру Олена Іванівна

### Керівний склад попередніх скликань
| Прізвище, ім'я, по батькові | Основні відомості                                                 | Дата обрання | Дата звільнення |
| --------------------------- | ----------------------------------------------------------------- | ------------ | --------------- |
| Божик Дмитро Петрович       | Сільський голова, 1955 року народження, освіта вища               | 26.03.2006   | 31.10.2010      |
| Божик Дмитро Петрович       | Сільський голова, 1955 року народження, освіта вища, безпартійний | 31.10.2010   |                 |

Примітка: таблиця складена за даними сайту Верховної Ради України

### Депутати
За результатами місцевих виборів 2010 року депутатами ради стали:

#### За суб'єктами висування
| Суб'єкт висування                                       | Кількість обраних депутатів | %  |
| ------------------------------------------------------- | --------------------------- | -- |
| Політична партія Всеукраїнське об'єднання «Батьківщина» | 7                           | 50 |
| Самовисування                                           | 7                           | 50 |

#### За округами
| № округу                                                | Прізвище, ім'я, по батькові   | Дата визнання обраним | Освіта             | Партійна приналежність                        | Відомості про обраного депутата               |
| ------------------------------------------------------- | ----------------------------- | --------------------- | ------------------ | --------------------------------------------- | --------------------------------------------- |
| Політична партія Всеукраїнське об'єднання «Батьківщина» |                               |                       |                    |                                               |                                               |
| 1                                                       | Фісюк Орися Василівна         | 04.11.2010            | середня спеціальна | член Всеукраїнського об'єднання «Батьківщина» | Відділення зв'язку, листоноша                 |
| 2                                                       | Чорний Дмитро Петрович        | 04.11.2010            | середня спеціальна | член Всеукраїнського об'єднання «Батьківщина» | тимчасово не працює                           |
| 3                                                       | Олійник Тамара Іванівна       | 04.11.2010            | вища               | член Всеукраїнського об'єднання «Батьківщина» | Онутський НВК, вчитель                        |
| 7                                                       | Тарнавська Орися Дмитрівна    | 04.11.2010            | вища               | член Всеукраїнського об'єднання «Батьківщина» | пенсіонер                                     |
| 8                                                       | Ковалюк Володимир Миколайович | 04.11.2010            | середня спеціальна | член Всеукраїнського об'єднання «Батьківщина» | «Чернівціводоканал», електрик                 |
| 13                                                      | Рибак Михайло Петрович        | 04.11.2010            | середня спеціальна | позапартійний                                 | Будинок культури с. Онут, директор            |
| 14                                                      | Герасимчук Ганна Миколаївна   | 04.11.2010            | вища               | член Всеукраїнського об'єднання «Батьківщина» | пенсіонер                                     |
| Самовисування                                           |                               |                       |                    |                                               |                                               |
| 4                                                       | Вієру Олена Івагівна          | 04.11.2010            | середня спеціальна | позапартійна                                  | Онутська сільська рада, секретар              |
| 5                                                       | Паліброда Ілля Васильович     | 04.11.2010            | середня спеціальна | позапартійний                                 | Онутська сільська рада, соціальний працівник  |
| 6                                                       | Ковалюк Микола Васильович     | 04.11.2010            | середня спеціальна | позапартійний                                 | ТОВ «Онут», директор                          |
| 9                                                       | Шиян Іван Орестович           | 04.11.2010            | середня спеціальна | позапартійний                                 | приватний підприємець                         |
| 10                                                      | Боднарюк Василь Іванович      | 04.11.2010            | вища               | позапартійний                                 | Свято-Преображенська Церква с. Онут, священик |
| 11                                                      | Чорна Олеся Іванівна          | 04.11.2010            | середня спеціальна | позапартійна                                  | Онутська сільська рада, техпрацівник          |
| 12                                                      | Москалюк Василь Манолійович   | 04.11.2010            | середня спеціальна | позапартійний                                 | пенсіонер                                     |

## Населення
Згідно з переписом УРСР 1989 року чисельність наявного населення сільської ради становила 1342 особи, з яких 590 чоловіків та 752 жінки.
За переписом населення України 2001 року в сільській раді мешкали 622 особи.

### Мова
Розподіл населення за рідною мовою за даними перепису 2001 року:
| Мова       | Відсоток |
| ---------- | -------- |
| українська | 99,52 %  |
| російська  | 0,32 %   |
| румунська  | 0,16 %   |